# San José de Aura
San José de Aura es una localidad del estado mexicano de Coahuila. Es parte del municipio de Progreso.

## Toponimia
El nombre «San José de Aura» hace referencia al santo patrono de la localidad: José de Nazaret.

## Demografía
| Gráfica de evolución demográfica |
|                                  |

| Censo | Población |
| ----- | --------- |
| 1910  | 518       |
| 1921  | 689       |
| 1930  | 592       |
| 1940  | 712       |
| 1950  | 684       |
| 1960  | 908       |
| 1970  | 140       |
| 1980  | 1 419     |
| 1990  | 1 233     |
| 2000  | 1 104     |
| 2010  | 1 219     |
| 2020  | 1 232     |